# 安德列亚斯·奥特尔
安德列亚斯·奥特尔（德語：Andreas Ottl，1985年3月1日—）是一名德国足球運動員，司职中场，最後效力球会為德國的奧格斯堡。

## 生平
奥特尔在2005年7月和拜仁慕尼黑正式签下了合约，成为职业球员。2010年1月被外借到紐倫堡直到球季結束。
2011年5月21日奥特尔結束與拜仁的15年賓主關係，免費轉投剛回升德甲的哈化柏林，簽約至2014年夏季。

## 個人榮譽
- 德国U-17青年锦标赛冠军 (2001)
- 德国U-19青年锦标赛冠军: (2002, 2004)
- 德国足球丙級联赛（南部）冠军 (2004)
- 德国甲组足球联赛冠军: 2006
- 德国盃冠军 (2006)
- 德国超级盃冠军 (2007)

## 外部連結
- 拜仁慕尼黑網站 （页面存档备份，存于）
- 官方網站 （页面存档备份，存于）